# Don't Cha Love It
Don't Cha Love It es un álbum de estudio del grupo vocal estadounidense The Miracles. Fue publicado en enero de 1975 a través del sello discográfico Tamla Records.

## Recepción de la crítica
Un escritor no especificado de la revista Cash Box consideró el álbum “una auténtica delicia de principio a fin”. AllMusic le dio a Don't Cha Love It dos estrellas y media de cinco. El crítico Andrew Hamilton lo consideró “el más débil hasta la fecha” debido a las letras mediocres de Christine Yarian y las malas decisiones de producción de Freddie Perren.

## Lista de canciones
Todas las canciones escritas y compuestas por Freddie Perren y Christine Yarian, excepto donde esta anotado. 
| Lado uno |                                          |                               |          |  |
| N.º      | Título                                   | Escritor(es)                  | Duración |  |
| 1.       | «Keep on Keepin' On (Doin' What You Do)» | Richard Wyatt, Jr Yarian      | 3:37     |  |
| 2.       | «Sweet Sweet Lovin'»                     | Perren Yarian Edward L. Jones | 3:45     |  |
| 3.       | «A Little Piece of Heaven»               |                               | 4:25     |  |
| 4.       | «Don't Cha Love It»                      |                               | 3:20     |  |
| 5.       | «Got Me Goin' (Again)»                   |                               | 3:47     |  |

| Lado dos |                                          |                            |          |  |
| N.º      | Título                                   | Escritor(es)               | Duración |  |
| 1.       | «Gemini»                                 | Perren Yarian Pam St. Cyr  | 3:05     |  |
| 2.       | «Brokenhearted Girl – Brokenhearted Boy» | Elmer Hopper Perren Yarian | 4:05     |  |
| 3.       | «Take It All»                            |                            | 3:40     |  |
| 4.       | «Gonna Tell the World (Wedding Song)»    |                            | 3:21     |  |
| 5.       | «You Are Love»                           |                            | 3:22     |  |

## Créditos y personal
Créditos adaptados desde las notas de álbum de Don't Cha Love It.
The Miracles
- Billy Griffin – voces
- Warren “Pete” Moore – voces
- Bobby Rogers – voces
- Ronnie White – voces

Personal técnico
- Freddie Perren – productor, arreglos vocales
- Val Garay – ingeniero de audio
- Jimmy Robinson – ingeniero de audio
- Art Stewart – ingeniero de audio
- Angel Balestier – ingeniero de audio
- Katarina Petterson – directora artística
- Bob Gleason – ilustración

## Posicionamiento
| Gráfica (1975)                                  | Pico de posición |
| ----------------------------------------------- | ---------------- |
| Estados Unidos (Billboard Top LPs & Tape)       | 96               |
| Estados Unidos (Cash Box Top 100 Albums Cont'd) | 108              |